# SN 2006ep
SN 2006ep – supernowa typu Ib odkryta 30 sierpnia 2006 roku w galaktyce NGC 214. W momencie odkrycia miała maksymalną jasność 17,80m.